# Tierps kyrkby
Tierps kyrkby (Tierps kerkdorp) is een plaats in de gemeente Tierp in het landschap Uppland en de provincie Uppsala län in Zweden. De plaats heeft 163 inwoners (2005) en een oppervlakte van 24 hectare. De plaats ligt 5 kilometer ten zuiden van Tierp. De plaats ligt in de parochie Tierps församling de parochiekerk van deze parochie staat in de plaats. De plaats Tierp zelf ligt echter niet in deze parochie. Tierp zelf ligt in de parochie Tolfta församlinge.